# Puccinia longipes
Puccinia longipes ist eine Ständerpilzart aus der Ordnung der Rostpilze (Pucciniales). Der Pilz ist ein Endoparasit des Korbblütlergattung Vernonia. Symptome des Befalls durch die Art sind Rostflecken und Pusteln auf den Blattoberflächen der Wirtspflanzen. Sie ist im östlichen Nordamerika verbreitet.

## Merkmale

### Makroskopische Merkmale
Puccinia longipes ist mit bloßem Auge nur anhand der auf der Oberfläche des Wirtes hervortretenden Sporenlager zu erkennen. Sie wachsen in Nestern, die als gelbliche bis braune Flecken und Pusteln auf den Blattoberflächen erscheinen.

### Mikroskopische Merkmale
Das Myzel von Puccinia longipes wächst wie bei allen Puccinia-Arten interzellulär und bildet Saugfäden, die in das Speichergewebe des Wirtes wachsen. Ihre Spermogonien wachsen oberseitig auf den Wirtsblättern. Die beid- oder überwiegend blattunterseitig wachsenden Aecien der Art sind zimtbraun. Ihre zimt- bis goldbraunen Aeciosporen sind 27–32 × 24–28 µm groß, eiförmig bis breitellipsoid und stachelwarzig. Die beidseitig wachsenden Uredien des Pilzes sind hell gelbbraun. Ihre gold- bis zimtbraunen Uredosporen sind 27–32 × 24–28 µm groß, eiförmig bis breitellipsoid und stachelwarzig. Die blattunterseitig und an Stängeln wachsenden Telien der Art sind schwarzbraun und unbedeckt. Die klar kastanienbraunen Teliosporen sind zweizellig, in der Regel eiförmig bis langellipsoid, runzelig und meist 40–52 × 22–28 µm groß. Ihre Stiele sind farblos und bis zu 160 µm lang.

## Verbreitung
Das bekannte Verbreitungsgebiet von Puccinia longipes umfasst die USA östlich des Mississippi River.

## Ökologie
Die Wirtspflanzen von Puccinia longipes sind diverse Scheinastern (Vernonia spp.). Der Pilz ernährt sich von den im Speichergewebe der Pflanzen vorhandenen Nährstoffen, seine Sporenlager brechen später durch die Blattoberfläche und setzen Sporen frei. Die Art durchläuft einen makrozyklischen Entwicklungszyklus mit Spermogonien, Aecien, Telien und Uredien. Als autoöker Parasit macht sie keinen Wirtswechsel durch.